# José Rafael Briceño
José Rafael Briceño Pulido (Caracas, Venezuela; 27 de mayo de 1970), más conocido como el Profesor Briceño, es un comediante, locutor y profesor universitario venezolano, hijo de la diplomática y política Mercedes Pulido de Briceño. 

## Biografía
Después de 20 años haciendo teatro universitario y profesional en Teatro UCAB y Ago Teatro, hizo apariciones regulares como comediante en el circuito de Stand Up Comedy de Moulin Rouge y Teatro Bar, además de presentar los shows Briceño lo cuenta todo y Briceño y el fin del mundo, y participar en los stand ups Mi País tu País y Los Hijos del Ocio en conjunto con José Rafael Guzmán y Led Varela. Fue seleccionado por Comedy Central como uno de los comediantes venezolanos en Stand Up Sin Fronteras.
Ha conducido el programa El Reporte Semanal con el Profesor Briceño en el canal VIVOplay. Hizo apariciones como panelista invitado en el programa Erika Tipo 11 de Erika De La Vega y dos veces ha estado encargado de hacer Chataing TV. También es locutor del podcast Que Se Vayan Todos y condujo el programa 5 minutos más en La Mega 107.3 con Oriana Infante y Rey Vecchionacce. Actualmente tiene el programa de radio: Ya no estoy pa eso con Mariela Celis en union radio.

### Carrera como educador
Anteriormente fue profesor de oratoria en la Organización Miss Venezuela hasta 2014, cuando renunció. Ha sido invitado a dar charlas motivacionales, stand up/conferences y cursos tanto de vocería como de oratoria para empresas. Fue profesor en la Universidad Católica Andrés Bello.